# Neded
Neded (em húngaro: Negyed) é um município da Eslováquia, situado no distrito de Šaľa, na região de Nitra. Tem 36,01 km² de área e sua população em 2018 foi estimada em 3.270 habitantes.

## Demografia
| Ano:        | 1994 | 2004   | 2014   | 2024   |
| ----------- | ---- | ------ | ------ | ------ |
| Broj ljudi: | 3152 | 3102   | 3303   | 3174   |
| Razlika:    |      | -1,58% | +6,47% | -3,90% |

| Ano:               | 2023 | 2024   |
| ------------------ | ---- | ------ |
| Número de pessoas: | 3193 | 3174   |
| Diferença:         |      | -0,59% |